# Нестор Солунски
Нестор Солунски (на гръцки: Νέστωρ ο Θεσσαλονικεύς) е раннохристиянски мъченик, пострадал в 306 година в Солун заедно с Димитър Солунски, почитан като светец от православната и римокатолическата църква.

## Биография
В изобилните източници за мъченичеството на Свети Димитър Нестор е описан като снажен, красив младеж с едва набола брада, ученик на Свети Димитър. След като император Максимиан затворил Свети Димитър, устроил зрелище, в което огромният вандалски войн Лий се борил с насилствено довлечени християни и ги нанизвал на подиум с обърнати нагоре копия. Нестор отишъл при Димитър в тъмницата, разказал му колко много християни е убил Лий през този ден и го помолил да се застъпи пред Господ за него, тъй като ще излезе срещу Лий. Нестор излиза на арената за борба и нанизва Лий на копията като възхвалява Христос. Максимиан в гнева си заповядва Нестор да бъде обезглавен с меч, а Димитър промушен с копия.
В Солун е издигнат храм, посветен на Свети Нестор, разположен на юг от катедралата „Свети Димитър“, между улиците „Агиос Димитриос“ и „Олимпос“. На мястото на църквата след превземането на Солун от османците е издигната Фетие джамия.